# Joan della Scala
Joan della Scala fou fill natural de Mastino II della Scala. Participà en la conjura que volia deposar Cangrande II della Scala encapçalada per son germà Fregnano della Scala, però que finalment va fracassar. Fou executat a Verona el febrer de 1354.